# Productieracer
| Velocette KSS 350cc-productieracer uit 1933 |
| Suzuki RG 500-productieracer                |

Een productieracer is een racemotorfiets die in beperkte oplage te koop is. 
Sommige fabrikanten van motorfietsen bouwen kleine series van deze machines om de coureurs die geen fabrieksracer tot hun beschikking hebben toch in de gelegenheid te stellen met een redelijk snelle motorfiets aan wedstrijden deel te nemen. In de lichtere klassen (125 cc en 250 cc) zijn deze motorfietsen in ruime mate verkrijgbaar, maar in de MotoGP-klasse vrijwel niet. In het verleden (toen dit nog de 500cc-klasse was) waren ze er wel: De Norton Manx, de Honda NS 500, de Suzuki RG 500 en de Yamaha TZ 500.
Een productieracer is in het algemeen geen partij voor de fabrieksracers, maar biedt coureurs wel de mogelijkheid zich "in de kijker" te rijden bij de fabrieksteams.
De eerste productieracer was de door Dan O'Donovan ontwikkelde Norton BS (Brooklands Special) van ca. 1925.